# ハーグ・ズータメア国際園芸博覧会
ハーグ・ズータメア国際園芸博覧会（ハーグ・ズータメアこくさいえんげいはくらんかい, Floriade 1992）は、1992年4月9日から10月12日までオランダのハーグとズータメア（ズーテルメール）で開催された国際園芸博覧会であり、博覧会国際事務局から認定された国際博覧会（特別博）である。テーマは「Horticulture is being involved in a contunuous process of renewal in the field of quality, technique, science and management」。会期中336万人が来場した。

## ギャラリー

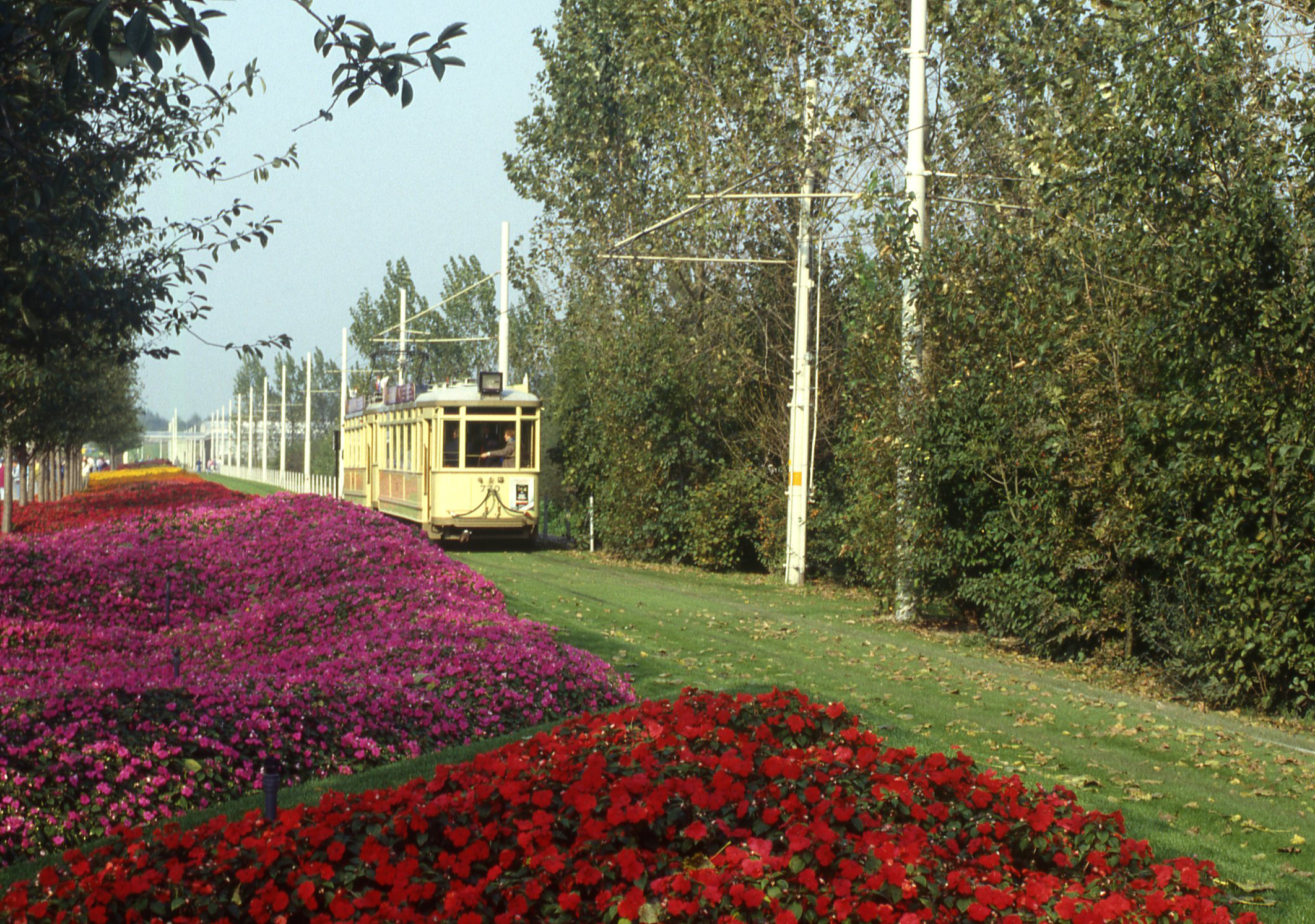
フロリアード期間内限定の路面電車の路線
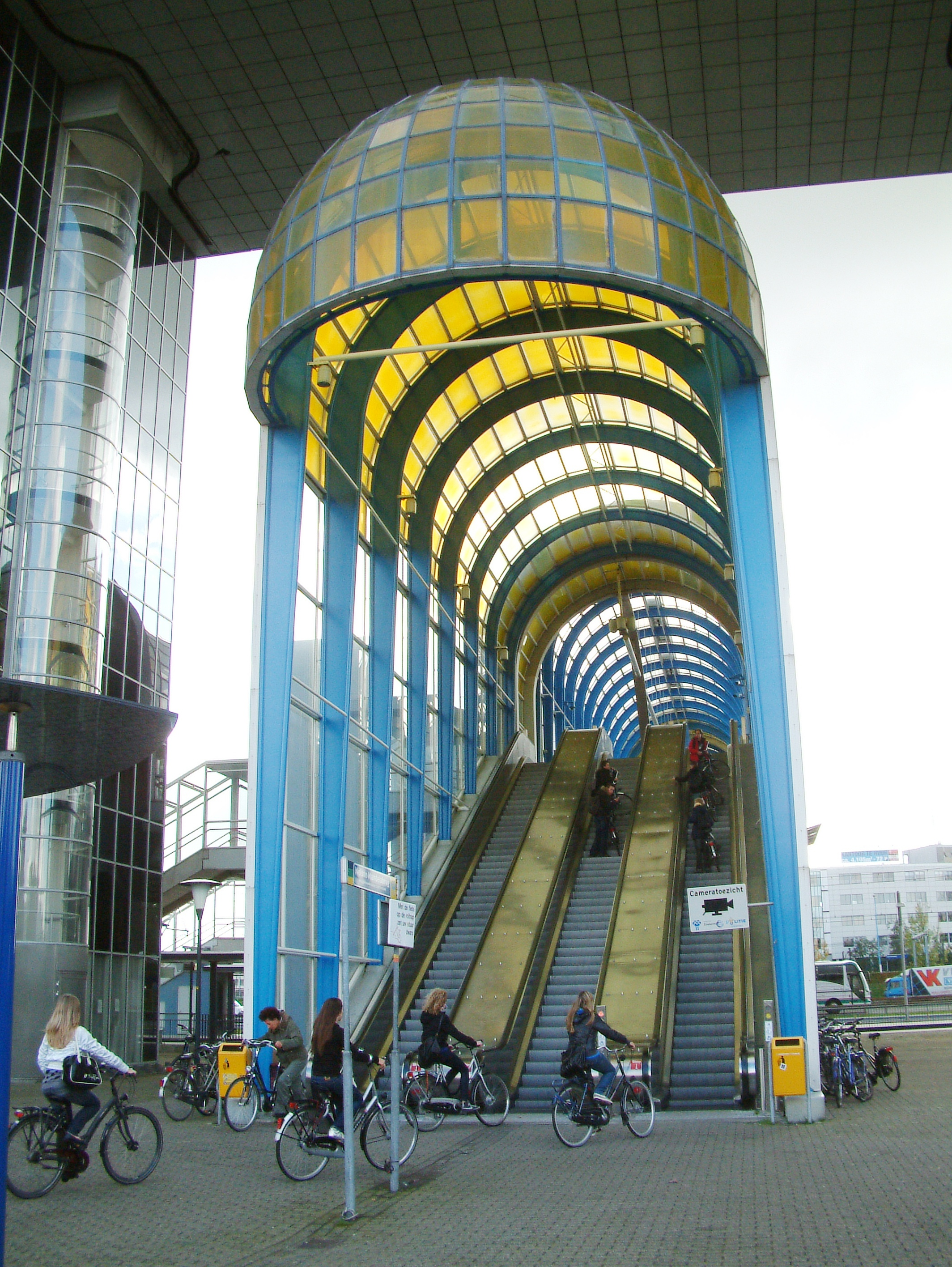
ネルソンマンデラ橋（オランダ語版）
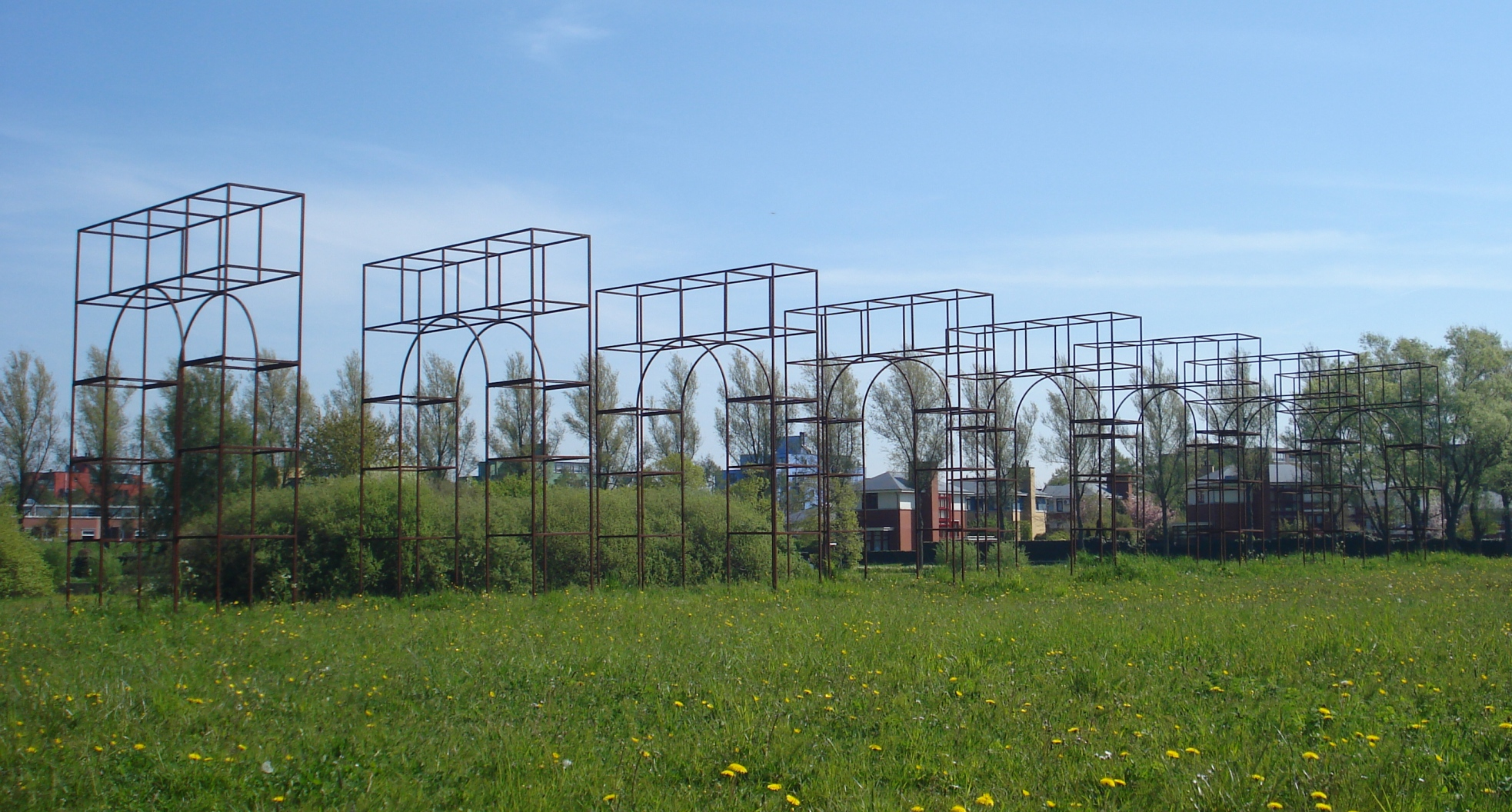
ロバート・ウェフヘルのアート作品「凱旋門」